# 沥庙桥
沥庙桥，又译迪庙桥，是越南湄公河三角洲地区的一座斜拉橋。该桥连接了前江省的美湫市和槟椥省的周城县。